# Nish Kumar
Nishant Kumar (født 1985) er en britisk standupkomiker og tv-vært. Han er kendt som vært på det satiriske program The Mash Report, der nu hedder Late Night Mash. Han har også præsenteret BBC Radio 4 Extras comedy show Newsjack, Comedy Centrals serie Joel & Nish vs The World, BBC Radio 4 programmet The News Quiz og Hello America på Quibi.
Han deltog i femte sæson af Taskmaster med Bob Mortimer, Sally Phillips, Aisling Bea og Mark Watson.
Han har også optrådt som gæst i Have I Got News for You, Mock the Week, Virtually Famous, 8 Out of 10 Cats, Alan Davies: As Yet Untitled, Hypothetical, The Big Fat Quiz, Russell Howard's Stand Up Central, Sweat the Small Stuff, QI, Live from the BBC, The Alternative Comedy Experience og er en jævnlig gæst i The Bugle.